# 1446 Sillanpää
1446 Sillanpää è un asteroide della fascia principale. Scoperto nel 1938, presenta un'orbita caratterizzata da un semiasse maggiore pari a 2,2450842 au e da un'eccentricità di 0,1020423, inclinata di 5,25676° rispetto all'eclittica.
L'asteroide è dedicato allo scrittore finlandese Frans Eemil Sillanpää.